# Annmari Kastrup
Annmari Britta Kastrup, född 12 november 1954 i Solna, är en svensk skådespelare, sångare och artist.
Kastrup är känd för rollen som Anki Sjögren i TV-serien Rederiet 1996–1998. Hon är sedan 2002 gift med musikern Håkan Möller.

## Filmografi
- 1979 – Kejsaren (speaker)
- 1981 – Fjäril
- 1984 – Splittring
- 1984 – Sömnen
- 1984 – Slagskämpen
- 1988 – Venus 90
- 1989 – Kvinnorna på taket
- 1992 – Svart Lucia
- 1993 – O lo uno o lo otro
- 1993 – Morfars resa
- 1993 – Antingen, eller
- 1994 – Fritänkaren – filmen om Strindberg
- 1994 – Polismördaren
- 1995 – Anmäld försvunnen (TV-serie)
- 1996–1998 – Rederiet (TV-serie)
- 2004 – 6 Points
- 2006 – Älskar alla sina barn
- 2012 – 90 Minutes

## Teater

### Roller (ej komplett)
| År   | Roll  | Produktion                                   | Regi          | Teater        |
| ---- | ----- | -------------------------------------------- | ------------- | ------------- |
| 1987 | Döden | Herr Cheval och hans stenar Ingegerd Monthan | Jindra Puhony | Pistolteatern |